# International Standard Name Identifier
Identificatorul Internațional de Standarde de Nume (ISNI) este un identificator pentru identificarea unică a identităților publice ale contribuabililor la conținutul mediatic, cum ar fi cărți, programe de televiziune și articole din ziare. Un astfel de identificator este format din 16 cifre. Acesta poate fi opțional afișat ca fiind împărțit în patru blocuri.
ISNI poate fi folosit pentru a dezambigua nume care ar putea fi altfel confundate și leagă datele despre numele care sunt colectate și utilizate în toate sectoarele industriei media.
A fost elaborat sub auspiciile Organizației Internaționale pentru Standardizare (ISO) ca Proiect Standard Internațional 27729; standardul valabil a fost publicat la 15 martie 2012. Comitetul tehnic ISO 46, subcomitetul 9 (TC 46/SC 9) este responsabil de elaborarea standardului.

## Legături externe
- Site web oficial